# マリア・グラツィア・クチノッタ
マリア・グラツィア・クチノッタ （Maria Grazia Cucinotta, 1968年7月27日 - ）は、イタリア、メッシーナ出身の俳優、映画プロデューサー。

## 来歴
ファッション業界で働いた後、1987年のミス・イタリア選考会に応募し、第3位に選ばれた。1990年に映画に初出演した。女優としてイタリア国外でも知られるようになったのは、マッシモ・トロイージの相手役として出演した1994年の『イル・ポスティーノ』からである。1999年にはアメリカのテレビシリーズ『ザ・ソプラノズ 哀愁のマフィア』や、『007 ワールド・イズ・ノット・イナフ』に出演した。

## 主な出演作品
- イル・ポスティーノ Il Postino (1994)
- 007 ワールド・イズ・ノット・イナフ The World Is Not Enough (1999)
- ヴァージン・ハンド Picking Up the Pieces(2000)
- ザ・ライト -エクソシストの真実- The Rite (2011)
- バイオレンス・ナイト　American Night (2021) - Donna Maria

## 主なプロデュース作品
- 『それでも生きる子供たちへ』(オムニバス映画、2005年)
- 『Last Minute Marocco』（2007年）
- 『Viola di mare』(2009年)